# Денк, Винфрид
Запрос «Денк» перенаправляется сюда; о партии в Нидерландах см. Денк (партия).
Винфрид Денк (нем. Winfried Denk; род. 12 ноября 1957, Мюнхен, ФРГ) — немецкий учёный. Труды в основном посвящены созданию и применению микроскопов для биомедицинских исследований.

## Карьера
В 1990 году получил степень доктора философии в Корнеллском университете. В 1991-1999 годах работал в Лабораториях Белла. С 1999 года работает в Германии. Является заместителем директора в Институте нейробиологии Общества Макса Планка и членом совета директоров в Институте медицинских исследований Общества Макса Планка.
Получил известность как один из создателей двухфотонного лазерного микроскопа. Впоследствии разработал способ получения трехмерных изображений с использованием растрового электронного микроскопа, позволяющий видеть аксоны и нейроны в объеме . Полученные с его помощью данные используются в игре EyeWire.

## Награды
Среди наград:
- Премия Ранка (2000)
- Премия имени Лейбница (2003)
- Премия Кавли (2012)
- Премия Розенстила (2013)
- Brain Prize (2015)

Является членом EMBO  и Леопольдины , иностранным членом Национальной академии наук США (2013).